# Eugeniusz II (patriarcha Konstantynopola)
Eugeniusz II, gr. Ευγένιος Β΄ (ur. ok. 1780, zm. 1822) – ekumeniczny patriarcha Konstantynopola w okresie od 10 kwietnia 1821 do 27 lipca 1822.

## Życiorys
Przed jego wyborem na patriarchę, był arcybiskupem Anchialos w Bułgarii. Eugeniusz był jednym z arcybiskupów trzymanych jako zakładników tureckich podczas wybuchu wojny o niepodległość Grecji w 1821 r. Kiedy 10 kwietnia 1821 Grzegorz V został powieszony przez Turków Eugeniusz zajął jego miejsce pozostając jednak nadal w więzieniu.